# Elizabeth Agyemang
Pour les articles homonymes, voir Agyemang.
Elizabeth Agyemang (née le 13 mai 1949) est une femme politique ghanéenne membre du Parlement du Ghana. Elle est également membre du New Patriotic Party (Nouveau Parti Patriote) et vice-ministre de la région Ashanti du Ghana. 

## Jeunesse
Elizabeth Agyemang est née à Kotei dans la région d'Ashanti au Ghana. Elle est titulaire d'un brevet d'institutrice et a travaillé comme infirmière aux États-Unis, en Virginie.

## Carrière
De janvier 2005 à janvier 2017, Elizabeth Agyemang représente la circonscription d'Oforikrom de la région d'Ashanti au Ghana. 
En mars 2017, le président Nana Akufo-Addo l'a nomme pour être l'une des dix ministres régionaux adjoints de son gouvernement,. Elle a été approuvée à ce poste par le Comité des nominations du Parlement du Ghana le même mois et son nom a été transmis au président du Parlement pour approbation ultérieure par la chambre générale du Parlement.

## Vie privée
Elizabeth Agyemang est mariée et a trois enfants. Elle s'identifie comme chrétienne. 